# Татарешти (Сату Маре)
Татарешти (рум. Tătărești) насеље је у Румунији у округу Сату Маре у општини Вииле Сату Маре. Oпштина се налази на надморској висини од 127 m.

## Становништво
Према подацима из 2002. године у насељу је живело 620 становника.

### Попис2002.
| Расподела становништва по националности 2002.‍ | Расподела становништва по националности 2002.‍ | Расподела становништва по националности 2002.‍ | Расподела становништва по националности 2002.‍ | Расподела становништва по националности 2002.‍ |
| --------------------------------------------- | --------------------------------------------- | --------------------------------------------- | --------------------------------------------- | --------------------------------------------- |
|                                               |                                               |                                               |                                               |                                               |
| Румуни                                        | Румуни                                        |                                               | 417                                           | 67,4%                                         |
| Мађари                                        | Мађари                                        |                                               | 7                                             | 1,1%                                          |
| Роми                                          | Роми                                          |                                               | 195                                           | 31,5%                                         |